# Ringling College of Art and Design
Il Ringling College of Art and Design è un college privato, no-profit e indipendente situato a Sarasota, Florida. È stato fondato  nel 1931 ed era inizialmente un ramo del Florida Southern College, fondato ad Orlando durante il 1856. È membro della Association of Independent Colleges of Art and Design (AICAD), un consorzio delle 41 principali scuole d'arte negli Stati Uniti d'America e in Canada. Il campus, di 48 acri, include 111 edifici, e ora ha 1430 studenti da 42 stati e 53 paesi diversi. È conosciuto sia per essere tra i migliori e più innovativi college di Visual Arts negli Stati Uniti sia come leader nell'uso della tecnologia nelle arti. Con un rapporto migliore di 2:1 studenti per computer, l'infrastruttura informatica del Ringling College compete con quella del Massachusetts Institute of Technology. Inoltre è stato nominato nella lista del The Hollywood Reporter tra le 25 scuole migliori di Cinematografia.
La scuola d'arte si separò dal Southern College e divenne un'istituzione no-profit indipendente nel 1933 e cambiò nome varie volte. È stato qualificato per la piena accreditazione come istituzione che potesse concedere il diploma dalla Southern Association of Colleges and Schools l'11 dicembre 1979. Una volta entrato come membro, l'accreditazione venne concessa nel 1984 dall'Associazione Nazionale di Scuole d'Arte.